# J. C. Chandor
J.C. Chandor (Nueva Jersey, 1969) es un guionista y director estadounidense, conocido por dirigir la película Margin Call. 

## Biografía
Nacido en Nueva Jersey en 1973, ha participado en varias ocasiones en el Festival de Cine de Sundance, festival que agrupa al cine independiente de Estados Unidos y semillero de nuevos directores.

## Trayectoria
Su primer film, Margin Call, se estrenó en el Festival de Cine de Sundance, impulsado desde su nacimiento por el actor Robert Redford, el 25 de enero de 2011 
 
y en el Festival Internacional de Cine de Berlín el 12 de febrero de 2011 y fue nominado para el Oso de Oro.

 Con un  presupuesto estimado de 3,5 millones de dólares, la producción tuvo una recaudación internacional de 16 millones de dólares.
En 2013 estrenó Cuando todo está perdido, filme protagonizado por un actor único, Robert Redford. Con un presupuesto de 10 millones de dólares, la película es una producción independiente rodada íntegramente en exteriores. La historia está plagada de recursos narrativos (voz en off, imágenes de archivo, flashbacks...) que suplen la ausencia de palabras del protagonista y nos llevan a su situación de angustia.
En 2014 escribió y dirigió El año más violento con Oscar Isaac y Jessica Chastain de protagonistas. La historia de la película se desarrolla durante el invierno de 1981 en la ciudad de Nueva York, uno de los años más violentos registrados en la historia de la ciudad.

## Filmografía
- 2011: Margin Call
- 2013: Cuando todo está perdido
- 2014: El año más violento
- 2018: Viper Club (solo productor)[7]
- 2019: Triple frontera
- 2024: Kraven el Cazador

## Premios y distinciones
Premios Óscar
| Año  | Categoría            | Trabajo nominado | Resultado |
| ---- | -------------------- | ---------------- | --------- |
| 2012 | Mejor guion original | Margin Call      | Nominado  |